# آرتورس تیمپرس
آرتورس تیمپرس (لتونیایی: Artūrs Timpers; ۴ مهٔ ۱۹۰۶ ۱۹۶۰) بازیکن فوتبال اهل لتونی بود.
وی همچنین در تیم ملی فوتبال لتونی بازی کرده‌است.